# Орлов, Дмитрий Дмитриевич
Дмитрий Дмитриевич Орло́в (13 [25] января 1857 — после 1915) — русский военный деятель, генерал-майор.

## Биография
Окончил Сибирскую военную гимназию и 2-е военное Константиновское училище (1876), откуда был выпущен подпоручиком во 2-й Восточно-Сибирский линейный батальон.
Был делопроизводителем по учебной части Иркутского юнкерского училища. Командир 11-го Восточно-Сибирского линейного батальона, позднее развернутого в 16-й Восточно-Сибирский полк.
Участник похода в Китай 1900—1901 и русско-японской войны. Командир 1-го Владивостокского крепостного пехотного полка (1900—1903). Командир 138-го пехотного Болховского полка (1903—1905). Состоял в прикомандировании к Главному штабу. Командир 127-го пехотного Путивльского полка (1905—1908).
Командир 2-й бригады 35-й пехотной дивизии (1908—1910). Командир 1-й бригады 35-й пехотной дивизии (с 21.02.1910).
После начала Первой мировой войны — командующий 72-й пехотной дивизией (19.07.1914—31.05.1915), принявшей участие в Восточно-Прусской операции. Начальник 28-й пехотной запасной бригады (с 14.09.1915).

## Чины
- Поручик (1877)
- Штабс-капитан (1879)
- капитан (1886)
- подполковник (1892)
- полковник (за отличие, 1897)
- генерал-майор (за отличие, 1908)

## Награды

### Российские
Ордена
- Орден Святого Станислава 2-й степени (1896)
- Орден Святого Владимира 4-й степени с бантом за 25 лет выслуги (1899)
- Орден Святой Анны 2-й степени с мечами (1901)
- Орден Святого Владимира 3-й степени с мечами (1904)
- Орден Святого Станислава 1-й степени (1911)
- Орден Святой Анны 1-й степени (1916)
- Орден Святого Владимира 2-й степени (1916)

Медали
- Медаль «В память царствования императора Александра III» (1896)
- Медаль «За поход в Китай» (1901)
- Медаль «В память русско-японской войны» (1906)
- Медаль «В память 300-летия царствования дома Романовых» (1913)

### Иностранные
- Австрийский Орден Железной Короны большого креста (1874)
- Итальянский Орден Святых Маврикия и Лазаря большого креста (1891)
- Сербский Орден Такова 1-й степени (1894).